# Borborema (mesoregio)
Borborema is een van de vier mesoregio's van de Braziliaanse deelstaat Paraíba. Zij grenst aan de mesoregio's Sertão Paraibano, Sertão Pernambucano (PE), Agreste Pernambucano (PE), Agreste Paraibano, Agreste Potiguar (RN) en Central Potiguar (RN). De mesoregio heeft een oppervlakte van ca. 15.573 km². In 2006 werd het inwoneraantal geschat op 283.607.
Vier microregio's behoren tot deze mesoregio:
- Cariri Ocidental
- Cariri Oriental
- Seridó Ocidental
- Seridó Oriental

Mesoregio's: Agreste Paraibano · Borborema · Mata Paraibana · Sertão Paraibano

Microregio's: Brejo Paraibano · Cajazeiras · Campina Grande · Cariri Ocidental · Cariri Oriental · Catolé do Rocha · Curimataú Ocidental · Curimataú Oriental · Esperança · Guarabira · Itabaiana · Itaporanga · João Pessoa · Litoral Norte · Litoral Sul · Patos · Piancó · Sapé · Seridó Ocidental · Seridó Oriental · Serra do Teixeira · Sousa · Umbuzeiro